# العلاقات الباكستانية النيوزيلندية
العلاقات الباكستانية النيوزيلندية هي العلاقات الثنائية التي تجمع بين باكستان ونيوزيلندا.

## مقارنة بين البلدين
هذه مقارنة عامة ومرجعية للدولتين:
| وجه المقارنة                                              | باكستان                     | نيوزيلندا                                              |
| --------------------------------------------------------- | --------------------------- | ------------------------------------------------------ |
| المساحة (كم2)                                             | 881.91 ألف                  | 268.02 ألف                                             |
| عدد السكان (نسمة)                                         | 197.02 مليون                | 4.24 مليون                                             |
| الكثافة السكانية (ن./كم²)                                 | 223.4                       | 15.82                                                  |
| العاصمة                                                   | إسلام آباد                  | ويلينغتون، أوكلاند                                     |
| اللغة الرسمية                                             | لغة إنجليزية، اللغة الأردية | لغة إنجليزية، اللغة الماورية، لغة الإشارة النيوزيلندية |
| العملة                                                    | روبية باكستانية             | دولار نيوزيلندي، الجنيه النيوزيلندي                    |
| الناتج المحلي الإجمالي (بليون دولار)                      | 304.95 مليار                | 205.85 مليار                                           |
| الناتج المحلي الإجمالي (تعادل القوة الشرائية) بليون دولار | 946.67 مليار                |                                                        |
| الناتج المحلي الإجمالي الاسمي للفرد دولار أمريكي          | 1.43 ألف                    |                                                        |
| الناتج المحلي الإجمالي للفرد دولار أمريكي                 | 4.81 ألف                    |                                                        |
| مؤشر التنمية البشرية                                      | 0.538                       | 0.914                                                  |
| رمز المكالمات الدولي                                      | +92                         | +64                                                    |
| رمز الإنترنت                                              | .pk                         | .nz                                                    |
| المنطقة الزمنية                                           | ت ع م+05:00                 | ت ع م+13:00، ت ع م+12:00                               |

## منظمات دولية مشتركة
يشترك البلدان في عضوية مجموعة من المنظمات الدولية، منها:
| علم المنظمة | اسم المنظمة                               | تاريخ انضمام باكستان | تاريخ انضمام نيوزيلندا |
| ----------- | ----------------------------------------- | -------------------- | ---------------------- |
|             | بنك التنمية الآسيوي                       | 1966                 | 1966                   |
|             | وكالة ضمان الاستثمار متعدد الأطراف        | 12 أبريل 1988        | 22 أبريل 2008          |
|             | الأمم المتحدة                             | 30 سبتمبر 1947       | 24 أكتوبر 1945         |
|             | دول الكومنولث                             | ?                    | ?                      |
|             | الفريق المعني برصد الأرض                  | ?                    | ?                      |
|             | منظمة حظر الأسلحة الكيميائية              | ?                    | ?                      |
|             | سياتو                                     | ?                    | ?                      |
|             | منظمة التجارة العالمية                    | ?                    | ?                      |
|             | منظمة الشرطة الجنائية الدولية             | ?                    | ?                      |
|             | يونسكو                                    | 14 سبتمبر 1949       | 4 نوفمبر 1946          |
|             | الاتحاد البريدي العالمي                   | ?                    | ?                      |
|             | البنك الدولي للإنشاء والتعمير             | 11 يوليو 1950        | 31 أغسطس 1961          |
|             | منتدى آسيان الإقليمي ‏                     | ?                    | ?                      |
|             | المنظمة الهيدروغرافية الدولية             | ?                    | ?                      |
|             | الاتحاد الدولي للاتصالات                  | 26 أغسطس 1947        | 3 يونيو 1878           |
|             | مؤسسة التمويل الدولية                     | 20 يوليو 1956        | 31 أغسطس 1961          |
|             | المركز الدولي لتسوية المنازعات الاستشارية | 15 أكتوبر 1966       | 2 مايو 1980            |

## وصلات خارجية
- موقع وزارة الخارجية الباكستانية
- موقع وزارة الخارجية النيوزيلندية